# Grêmio de Esportes Maringá
El Grêmio de Esportes Maringá és un club de futbol brasiler de la ciutat de Maringá a l'estat de Paranà.

## Història
El 7 de juliol de 1961 va ser fundat el Grêmio de Esportes Maringá. Fou tres cops campió estatal els anys 1963, 1964 i 1977.

## Rivals
El Clássico do Café és el nom que reben els partits entre el Grêmio Maringá i el Londrina.

## Palmarès
- Torneio dos Campeões da CBD:
  - 1969

- Torneio Centro-Sul:
  - 1968

- Campionat paranaense:
  - 1963, 1964, 1977

- Campionat paranaense de segona divisió:
  - 2001

- Copa Paranà:
  - 1999

- Torneig d'Inici:
  - 1989